# Le Louroux-Béconnais
Le Louroux-Béconnais is een plaats en voormalige gemeente in het Franse departement Maine-et-Loire in de regio Pays de la Loire en telt 2497 inwoners (2005).

## Geschiedenis
Op 15 december 2016 fuseerde Le Louroux-Béconnais met La Cornuaille en Villemoisan tot de huidige gemeente Val d'Erdre-Auxence. Deze gemeente maakt deel uit van het kanton Chalonnes-sur-Loire en het arrondissement Angers.

## Geografie
De oppervlakte van Le Louroux-Béconnais bedraagt 64,9 km², de bevolkingsdichtheid is 38,5 inwoners per km².
De onderstaande kaart toont de ligging van Le Louroux-Béconnais met de belangrijkste infrastructuur en aangrenzende gemeenten.

## Demografie
Onderstaande figuur toont het verloop van het inwonertal.
La Cornuaille · Le Louroux-Béconnais · Villemoisan